# Egzamin na małżonka
Egzamin na małżonka (hiszp.ː El examen de maridos) – dramat Juana Ruiza de Alarcóna, komedia charakteru.

## Data powstania utworu
Komedia Egzmian na małżonka została wydana w Części drugiej dramatów Alarcóna w 1634 roku w Barcelonie.

## Osoby
| Osoba        | Jej rola w dramacie                       |
| ------------ | ----------------------------------------- |
| Donia Ines   | młoda wdowa                               |
| Beltran      | majordom doni Ines                        |
| Don Carlos   | starający się o rękę doni Ines            |
| Don Fadrique | markiz starający się o rękę doni Ines     |
| Donia Blanca | porzucona przez don Fadrique'a młoda dama |
| Octavo       | sługa don Fadrique'a                      |
| Mencia       | służąca doni Ines                         |

## Treść
Donia Ines jest młodą wdową. W dniu, w którym postanawia zakończyć żałobę, jej majordom Beltran przypomina jej testament jej ojca, który zawierał jedno zdanieː Zanim kogoś poślubisz, zastanów się. Ponieważ ma kilku starających się postanawia poddać ich próbie i oddać swą rękę temu, kto okaże się najbardziej godny. Dwaj głównie pretendenci to don Carlos i don Fadrique. Ines skłania się bardziej ku temu drugiemu. Donia Blanca, którą don Fadrique jakiś czas temu zostawił, postanawia jednak nie dopuścić, by poślubił inną. Jako pokojówka znajdującej się w trudnej sytuacji materialnej markizy, zjawia się u doni Ines pod pozorem sprzedaży biżuterii swojej pani. Przy okazji napomyka, że markiza została porzucona przez don Carlosa, który zakochał się w innej i rozważała wydanie się za don Fadrique'a, ten jednak okazał się kłamcą, pyszałkiem, niechlujnym i cierpiącym na ukryte dolegliwości. Ziarno posiane w duszy Ines zakiełkowało. Zaczęła dostrzegać wady w markizie i skłaniać się ku don Carlosowi, który jednak wcześniej odrzucany, zwrócił się tymczasem ku doni Blance.
Rozpoczyna się egzamin. Pierwszyz kandydatów don Juan de Vivero, młody, szlachetny i bogaty, okazuje się hazardzistą. Kto gra, będzie grał osądza Ines. Kolejnego don Juana de Guzmana, Ines uznaje po przeczytaniu jego liściku za nieuleczalnego głupca. Don Gomez z Toledo, noszący się pompatycznie jak minister jest za stary. Don Hurtado de Mendoza okazuje się gwałtowny i porywczy, choć szybko się uspokaja. Ines nie jest zainteresowana tym, czy się uspokoi, gdy już ją wyrzuci przez balkon. Kolejnym jest don Guillien d'Aragon, który procesuje się o tytuł książęcy. Ines każe go skreślić jak i kilku następnych. Gdy przychodzi kolej na don Juana z Andaluzji jest gotowa przejść do porządku nad tym, że jest kobieciarzem (po ślubie się ustatkuje), gwałtownikiem (w końcu jest Andaluzyjczykiem), że jest niesłowny, kapituluje, gdy okazuje się w dodatku wdowcem. Zostają jej dwaj ostatni. Don Carlosː dobrze urodzony, szlachetny, bogaty, pełen wdzięku, który ma tylko jedną wadę, Ines go nie kocha. I don Fadrique. Ines jest przekonana o jego wadach, ale nie potrafi go skreślić ze swego serca.
Sługa don Fadrique'a, Octavo, który przyszedł zalecać się do służącej doni Ines, Mencii, jest przypadkowym świadkiem tego wyznania. Informuje o wszystkim swego pana. Ten wszczyna na spotkaniu u doni Ines dysputęː kogo powinna wybrać dama, czy mężczyznę nie pozbawionego wad, którego kocha, czy raczej doskonałego mężczyznę, którego jednak nie kocha. Don Fadrique broni szans pierwszego, don Carlos, który kocha Blankę, drugiego. Ines ku zdziwieniu zebranych staje ostatecznie po stronie don Carlosa. Ten bierze ją na bok i informuje, że padła ofiarą insynuacji, z jego powodu, i że don Fadrique jest idealnym kandydatem na męża. Broni w ten sposób honoru Blanki, którą poślubia. Ines zaś wychodzi za Fadrique'a.

## Analiza
Autorstwo sztuki było przedmiotem kontrowersji. Alarcón bronił sztuki, wydanej pod imieniem Lopego de Vegi, jako swojej. Obecnie większość badaczy uznaje, że utwór wyszedł spod pióra Alarcóna. Źródeł komedii uczeni doszukują się w zbiorze włoskich nowel, który zainspirował Szekspira przy pisaniu Kupca weneckiego i Jeana Desmaretsa de Saint-Sorlin przy pracy nad Les Visionnaires. Sztuka ta jak żadna inna odzwierciedla skłonność Alarcóna do wykorzystywania w swoich dziełach przysłów ludowych zarówno meksykańskich jak i hiszpańskich. Obrazowość języka pozwala autorowi z większą wyrazistością przedstawić konflikty między bohaterami utworu. W utworze widać próbę znalezienia równowagi pomiędzy formą estetyczną, a trawiącym pisarza zaangażowaniem w służbę prawdzie i wartościom moralnym.